# Ban Chiang
Ban Chiang (tailandès: แหล่ง โบราณคดี บ้าน เชียง) és un jaciment arqueològic al districte de Nong Han, Província d'Udon Thani, Tailàndia.Està inscrit a la llista del Patrimoni de la Humanitat de la UNESCO des del 1992. Descobert el 1966, el lloc va atraure una enorme publicitat per la seva ceràmica pintada atractiva vermella.
En el jaciment es van trobar fragments d'arròs, fet que va fer creure que els colons de l'edat de bronze probablement eren agricultors. Les tombes més antigues del jaciment no inclouen artefactes de bronze i, per tant, són d'una cultura neolítica; les tombes més recents daten de l'edat del ferro.

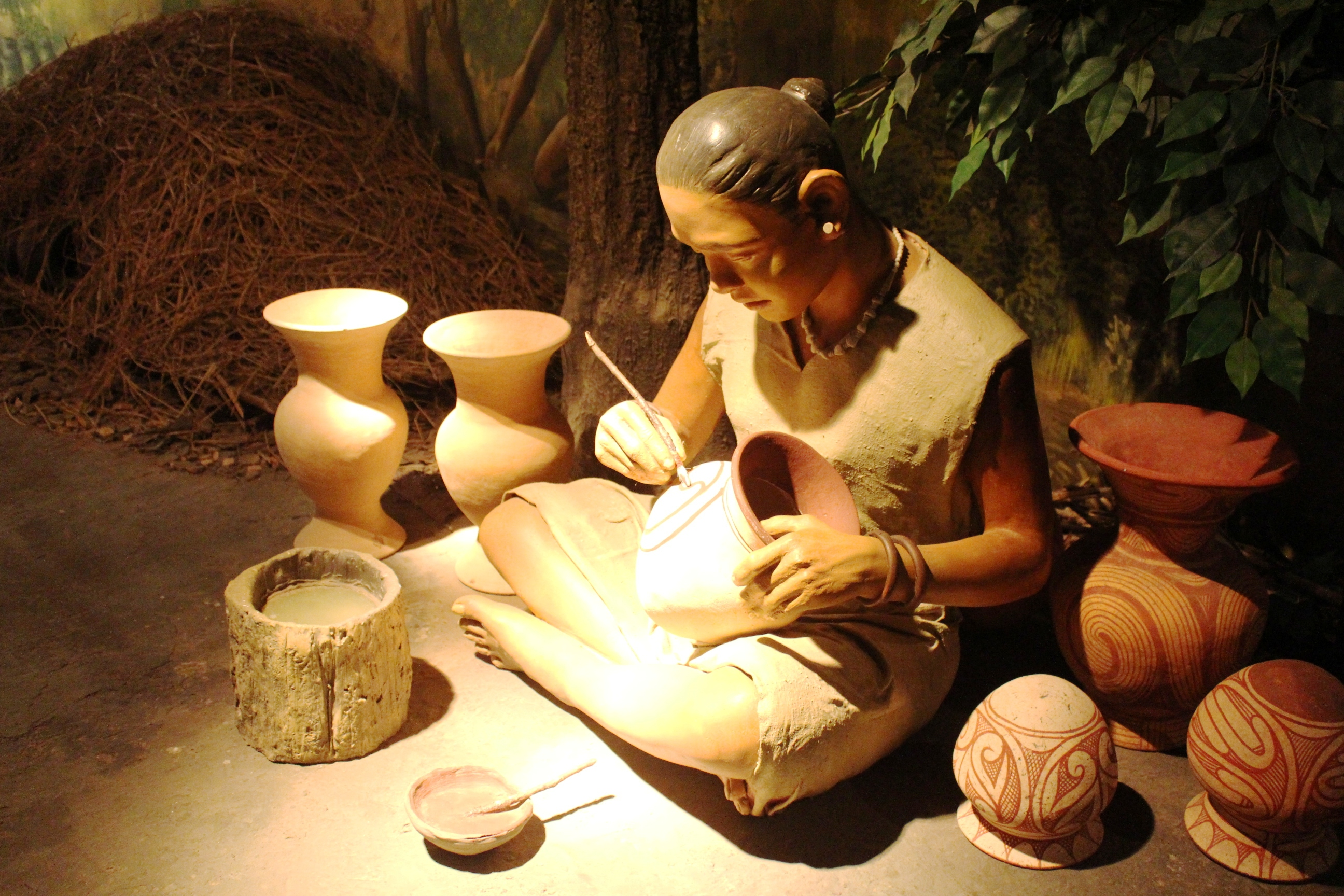
Dona de Ban Chiang fabricant estris de ceràmica

La reanàlisi mitjançant datació per radiocarboni va suggerir que una data més probable per a la metal·lúrgia més antiga a Ban Chiang era c. 2000–1700 aC. Es va obtenir una data del 2100 aC a partir de fitòlits d'arròs extrets de l'interior d'un recipient funerari de la tomba més profunda, que no tenia restes metàl·liques. La tomba més jove va ser al voltant del 200 dC. La fabricació de bronze va començar cap al 2000 aC, com ho demostren els gresols i els fragments de bronze.